# ويليام س. ماكسويل
ويليام س. ماكسويل (بالإنجليزية: William C. Maxwell)‏ هو طيار أمريكي، ولد في 9 نوفمبر 1892 في ناتشيز في الولايات المتحدة، وتوفي في 20 أغسطس 1920 في الفلبين.